# Friedrich I. von Bremen
Friedrich I. (* unbekannt; † 29. Januar 1123) war im 12. Jahrhundert Erzbischof im Erzbistum Bremen.
Erzbischof Friedrich I. war der Nachfolger Humberts von Bremen, der 1104 starb. Über sein Leben vor seinem Amtsantritt ist nichts bekannt. Seine Herkunft aus einem Bremer Ministerialengeschlecht, es werden die Schulte oder die von der Lühe aus dem Alten Land genannt, wird in der neueren Forschung bezweifelt.
Da er während seiner gesamten 19-jährigen Amtszeit nie das Pallium erhalten hat, wird seine Herkunft aus der Umgebung Heinrichs IV. vermutet.
Nachdem Adalberts Versuche ein Patriarchat des Nordens zu errichten mit der Errichtung des Erzbistums Lund gescheitert waren, konzentrierte er sich auf den inneren Landausbau. Im Jahr 1113 stellte er die erste Urkunde aus, mit der er holländischen Siedlern Marschland zur Urbarmachung überließ und gab damit den Auftakt zur Hollerkolonisation. Diese, von seinen Nachfolgern fortgesetzt, breitete sich über die Weser- und Elbmarschen bis nach Hamburg hin aus.
Nach seinem Tod im Jahre 1123 wurde er in Bremen bestattet.